# Ökosystemgesundheit
Ökosystemgesundheit oder ecosystem health (auch im deutschsprachigen Raum üblich), auch Ökologische Integrität genannt, beschreibt ein theoretisches Konzept der sozial-ökologischen Forschung zur Funktion von Ökosystemen.

## Konzept
Die Definition des Konzepts von ecosystem health ist bei dem aktuellen theoretischen Stand der Diskussion noch nicht abschließend einheitlich geklärt. Mit der offenen Definition des Begriffes geht die Frage einher, welche konkreten Indikatoren ein „gesundes Ökosystem“ aufweist. Der Begriff ecosystem health wird derzeit in unterschiedlichen Zusammenhängen meist in Bezug auf die funktionalen und ökonomischen Aspekte von Ökosystemen verwendet und fast nur auf Systeme angewandt, die vom Menschen genutzt werden: Kulturlandschaften, genutzte Meere, Seen, limnische Systeme.
Das Konzept entwickelte sich aus der Idee der Integrität von Ökosystemen. Als einer der ersten Wissenschaftler verwendete der Fischereibiologe James Karr für die Bewertung limnischer Systeme in den USA den Begriff „biotic integrity“ Nach einer Definition von Yuan von 1991 setzt sich ein Assessment, das auf die Ökosystemgesundheit zielt, aus 1. biophysikalischen, 2. ökologischen und 3. sozioökonomischen Faktoren zusammen.
Implizite Faktoren des Konzepts sind meist die Tragfähigkeit eines Ökosystems, das Potential möglicher Ökosystemdienstleistungen und weitere kumulative Faktoren (Luftreinheit, fruchtbare Böden etc.).
Der Ausdruck „Gesundheit“ („health“) intendiert, dass Ökosysteme „gesund“ sein können, wie auch der menschliche Körper gesund sein kann. Damit schließt das Konzept stark an die Gaia-Theorie aus den 1970er Jahren an. Der Gaia-Hypothese liegt ein systemtheoretisches Verständnis von Leben zu Grunde. Ein Lebewesen ist demnach ein offenes und Entropie-produzierendes System, das sich reaktiv und selbstorganisierend an seine Umgebung anpassen kann. Die Gaia-Hypothese betrachtet die Erde als ein komplexes, ineinander verwobenes lebenserhaltendes System, quasi eine Art „Superorganismus“.
Im Umkehrschluss wird davon ausgegangen, dass ein „gesundes“ Ökosystem nach Störungen (meist durch anthropogene Einflüsse) wieder zum Ausgangszustand zurückkehren kann. Dies wird dann als Resilienz bezeichnet.

### Synonyme Begriffe
Teilweise wird in der Bewertung von Ökosystemen Ökosystemgesundheit im deutschsprachigen Raum mit den Begriffen Ökosystemintegrität (ökologische Integrität = Intaktheit) und ökologischer Zustand synonym verwendet. Diese beruhen auf ähnlichen theoretischen Herleitungen und sind ebenfalls nicht abschließend definiert.

## Anwendung
Bisher wird der Begriff ecosystem health meist als Überbegriff für Forderungen oder konkrete Maßnahmen verwendet, bei denen eine nachhaltigere Nutzung von Ökosystemen angestrebt wird. Im deutschsprachigen Raum wurde häufig von „gesunden Seen“ oder „gesunden Flüssen und Bächen“ gesprochen. Auf diese begrenzten Lebensräume lässt sich das Konzept gut anwenden. Besonders das Ökosystem See kann durch eine Unterbrechung oder Beeinflussung der Zirkulationsprozesse oder des O2/Temperatur-Verhältnisses seinen Zustand ändern (system shift). Seen gelten dann als „gesund“, wenn die raum-zeitlichen Prozesse in einer Weise ablaufen, die sich positiv auf die Artenvielfalt im See und dessen Wasserqualität (Trinkwasser) auswirken.
Die Helsinki-Konvention veröffentlichte 2010 eine Strategie mit dem Titel Ecosystem Health of the Baltic Sea, die die Entwicklung der Meeresumwelt der Ostsee vor einem stark holistischen Ansatz beschreibt.
In den USA verwendet die staatliche Naturschutzbehörde EPA den Begriff für die Bewertung ökologischer Systeme seit Anfang der 1980er Jahre.

## Kritik und Grenzen des Konzepts
Die qualitative Bewertung natürlicher Systeme bezieht sich immer auf subjektive, menschliche Werturteile. Aufgrund dieser Urteile werden Ökosyesteme von „gut = natürlich = gesund“ bis zu „schlecht = degradiert = krank“ beurteilt und eingestuft. Welcher Zustand in der realen Umwelt von den jeweiligen Akteuren als „gut“ angesehen wird und damit erstrebenswert ist, hängt stark von den jeweiligen Werten der Akteure ab. Kritisch wird auch die Übertragung des Gesundheit des menschlichen Organismus auf den „Organismus der Natur/Umwelt“ gesehen, weil er evolutionäre und populationsbiologische Größen weitgehend ignoriert.
Im Konzept der Ökosystemgesundheit werden verschiedene Wertesysteme (funktional-ökonomischer Ansatz, kultureller und spiritueller Ansatz) unreflektiert verbunden. Zentral sind aber immer die Funktionen von Ökosystemen, welche für den Menschen entscheidend zu erhalten sind: also CO2-Speicherung, natürliche Wasserkreisläufe, Bestäubung, Bodenregeneration, Wild- und Fischressourcenschutz. Damit hat ecosystem health  einen klar anthropozentristischen Hintergrund und zielt vorrangig auf das Ressourcenmanagement und weniger auf den Schutz der Biologischen Vielfalt als „Wert an sich“ ab.